# Ignacio Allende, Puebla
Ignacio Allende är en ort i Mexiko.   Den ligger i kommunen Atlequizayan och delstaten Puebla, i den sydöstra delen av landet, 170 km öster om huvudstaden Mexico City. Ignacio Allende ligger 880 meter över havet och antalet invånare är 1 175.
Terrängen runt Ignacio Allende är kuperad åt nordväst, men åt sydost är den bergig. Terrängen runt Ignacio Allende sluttar norrut. Runt Ignacio Allende är det ganska glesbefolkat, med 43 invånare per kvadratkilometer. Närmaste större samhälle är Olintla, 11,4 km nordväst om Ignacio Allende. I omgivningarna runt Ignacio Allende växer huvudsakligen savannskog.